# Lauren Beukes
Lauren Beukes (Johannesburg, 5 giugno 1976) è una scrittrice sudafricana.

## Biografia
Nato a Johannesburg nel 1976, vive e lavora a Città del Capo.
Dopo la laurea all'Università di Città del Capo ha svolto per 12 anni l'attività di giornalista freelance vivendo per un biennio a New York.
Ha iniziato la carriera di scrittrice pubblicando alcuni racconti in antologie prima dell'esordio con un saggio biografico su donne sudafricane celebri.
In seguito ha dato alle stampe 4 romanzi che spaziano dalla fantascienza e il fantasy all'horror tra i quali Zoo City ha vinto nel 2001 il Premio Arthur C. Clarke.

## Opere

### Romanzi
- Moxyland (2008)
- Zoo City (2010)
- The Shining Girls (2013), Milano, Il Saggiatore, 2013 Traduzione di Seba Pezzani ISBN 978-88-428-1833-5
- Broken Monsters (2014)

### Saggi
- Maverick: Extraordinary Women from South Africa's Past (2005)

### Miscellanea
- Slipping: Stories, Essays, and Other Writing (2016)